# Schweizerische Zahnärzte-Gesellschaft SSO
Die Schweizerische Zahnärzte-Gesellschaft SSO ist die Standes- / Berufsorganisation der Zahnärztinnen und Zahnärzte in der Schweiz. In dieser Rolle sorgt sie dafür, dass ihre rund 5000 Mitglieder die berufsethischen Verpflichtungen erfüllen. Gleichzeitig vertritt die SSO die Interessen der Zahnärzteschaft gegenüber Politik, Behörden und Öffentlichkeit.

## Ziele der SSO
Die SSO fördert
- die Mundgesundheit der Schweizer Bevölkerung
- die optimale zahnmedizinische Versorgung der Schweizer Bevölkerung
- eine freie und unabhängige Berufsausübung
- die theoretische und praktische Weiterbildung ihrer Mitglieder
- die Zusammenarbeit mit wissenschaftlichen Institutionen
- die Beziehungen zu zahnärztlichen Standesorganisationen in andern Ländern und zu internationalen Organisationen mit ähnlichen Zielen.

## Struktur und Organisation
Die SSO hat 20 kantonale Sektionen, die weitgehend selbstständig arbeiten. Die Gesellschaft Liechtensteinischer Zahnärzte ist ebenfalls eine SSO-Sektion.
Die SSO ist zu einem Grossteil im Milizsystem organisiert. Oberstes Führungsorgan ist der Vorstand mit 7 Mitgliedern:
- Jean-Philippe Haesler (Präsident)
- Oliver Zeyer (Vizepräsident und Department Bildung und Qualität)
- Christoph Senn (Vizepräsident und Departement Gesundheit und Soziales)
- Olivier Marmy (Departement Kommunikation)
- Rainer Feddern (Departement Finanzen)
- Lorenzo Reali (Departement Wirtschaft)
- Christoph Epting (Departement  Praxisteam)

Er wird durch Stabsstellen (Sekretariat, Presse- und Informationsdienst), Kommissionen und Sonderbeauftragte unterstützt.

## Geschichte
Die Schweizerische Zahnärzte-Gesellschaft, ursprünglich „Société Suisse d'Odontologie“ („Schweizerische Odontologische Gesellschaft“; SSO), wurde am 7. März 1886 in Zürich gegründet. Der Gründervater Friedrich Wellauer bezeichnete es als Pflicht der neuen Standesorganisation, „die prophylaktischen und sozialen Aufgaben der Zahnheilkunde zu erfüllen“. 
Die SSO sorgte dafür, dass auf Gemeindeebene die Schulzahnpflege eingeführt wurde. Seit den 1960er Jahren erfasst sie praktisch alle schulpflichtigen Kinder und die Kindergärten. Die SSO förderte auch die Anreicherung von Kochsalz und Zahnpasten mit Fluorid, ein wichtiger Schutz vor Karies: Seit den 1970er Jahren sind fluoridierte Zahnpasten, seit den 1980er Jahren ist fluoridiertes Kochsalz schweizweit erhältlich. Das  Engagement der SSO für eine verbesserte Mundhygiene und eine regelmässige zahnärztliche Betreuung hat dazu geführt, dass Karies und Parodontitis seit den 1970er Jahren massiv zurückgegangen sind. Bei Schweizer Kindern und Jugendlichen gingen die Zahnschäden seit den 1960er Jahren um 90 % zurück.
Die SSO hat sich  für eine hochstehende Aus- und Weiterbildung eingesetzt.

## Publikation
Das Swiss Dental Journal SSO ist das Publikationsorgan der Schweizerischen Zahnärzte-Gesellschaft SSO. Es erscheint seit Januar 2024 ausschliesslich online, ist dreisprachig (deutsch, englisch, französisch) verfasst und gliedert sich in drei Teile: „Forschung/Wissenschaft“, „Praxis/Fortbildung“ und „Zahnmedizin aktuell“. Das Swiss Dental Journal SSO wurde 1891 gegründet und hiess vor 2014 zuerst „Schweizerische Monatsschrift für Zahnheilkunde“, dann „Schweizerische Monatsschrift für Zahnmedizin“.

## Fachgesellschaften der SSO
Die SSO setzt sich dafür ein, dass neue, fundierte Konzepte und Methoden der Prophylaxe und der Therapie den Weg in die Praxis finden. Für spezifische Themenkreise der Zahnmedizin existieren eigenständige, von der SSO unabhängige aber selbstverständlich mit ihr kooperierende Fachgesellschaften:
- Schweizerische Gesellschaft für Dentomaxillofaziale Radiologie (SGDMFR)
- Schweizerische Gesellschaft für Endodontologie (SSE)
- Schweizerische Gesellschaft für Kieferorthopädie (SGK)
- Schweizerische Gesellschaft für Mund-, Kiefer- und Gesichtschirurgie (SGMKG)
- Schweizerische Gesellschaft für Oralchirurgie und Stomatologie (SSOS)
- Schweizerische Gesellschaft für orale Implantologie (SGI)
- Schweizerische Gesellschaft für orale Laserapplikationen (SGOLA)
- Schweizerische Gesellschaft für Parodontologie (SSP)
- Schweizerische Gesellschaft für rekonstruktive Zahnmedizin (SSRD)
- Schweizerische Gesellschaft für Alters- und Special-Care-Zahnmedizin (SSGS)
- Schweizerische Vereinigung für Kinderzahnmedizin (SVK)
- Schweizerische Gesellschaft für Präventive, Restaurative und Ästhetische Zahnmedizin (SSPRE)
- Schweizerische Ärztegesellschaft für Hypnose (SMSH)